# Гидеон (Библија)
Гидеон, или Гедеон (хебр. גִּדְעוֹן је био старозаветни патријарх и судија Израиља. О његовом животу сведочи Књига о Судијама, Стари завет (П:6-8). Помиње се и у Посланици Јеврејима у Новом завету, као пример човека вере. 
Гидеон је син Јоашов, из Манасејевог племена. 
Због моралног посрнућа и политичких подела Јевреја, Мидијци и други „синови Истока“ су их, по Божијем допуштењу, нападали из године у годину, палили им поља, крали стоку и пљачкали благо. Израиљ је у великој мери осиромашио. Након седам година, из ових мука Израиљце спасава Гидеон - „храбри ратник“, као што му и име говори. Његова два старија брата погинула су у борби против непријатеља Израиља. Пошто позива народ на молитву, Гидеон, са малом групом ратника изводи успешан ноћни напад на Мидијце. Слава Гидеонове победе проширила се широм земље и захвални народ му је понудио наследно краљевско достојанство. Он је одбио ту моћ, желећи да служи Богу. Земља је под његовом управом напредовала четрдесет година. Доживео jе дубоку старост, остављајући за собом око 70 синова. Његов син је Авимелех.
Гидеон, је познат и као „противник Баала“ јер је уништио многе жртвенике, на којима су приношене жртве у част паганских божанстава.
Православна црква прославља Гидеона 26. септембра (по јулијанском календару) односно 9. октобра по грегоријанском. Такође га помиње заједно са другим праведницима Старога завета у недељу Светих Отаца (недеља пре Божића).